# Эла, Ное
Ное Нсуэ Эла (англ. Noé Nsue Ela; род. 17 апреля 2003, Мадрид, Испания) — футболист Экваториальной Гвинеи, нападающий клуба «Нумансия» и сборной Экваториальной Гвинеи.

## Клубная карьера
Эла — воспитанник клубов «Приносьерра», «Райо Алькобенас» и «Леганес». В 2021 году игрок подписал контракт с «Логроньес», где начал выступать за команду дублёров. 8 января 2022 года в матче против «Культураль Леонеса» он дебютировал в Первом дивизионе Испании. В 2023 году Эла перешёл в «Нумансию». 3 сентября в матче против «Химнастика Сеговиана» он дебютировал во Втором дивизионе Испании. 24 сентября в поединке против «Атлетико Пасо» Ноезабил свой первый гол за «Нумансию». 

## Международная карьера
6 сентября 2023 года в товарищеском матче против сборной Ливии Эла дебютировал за сборную Экваториальной Гвинеи. 